# Грамота Франсиско Писарро об энкомьенде для Диего Мальдонадо
Грамота Франсиско Писарро об энкомьенде для Диего Мальдонадо — документ по истории инков. Является одним из важнейших источников по истории и этнографии племени чанка. Автор — Франсиско Писарро, правитель Перу. Место и дата составления — Куско, 15 апреля 1539 года.

## О документе
Пергамент с грамотой был обнаружен в собрании документов, принадлежавших незаконному сыну Диего Мальдонадо. Он является копией иска XVII в., который подал потомок Диего, Ариэль Мальдонадо. Есть подозрения, что грамота может являться подделкой, но исследования показывают, что автор документа был хорошо знаком с поселениями в регионе. Современные исследователи смогли отождествить 52 из 63 поселений, упомянутых в грамоте.
В документе перечисляется 63 города, их главы (principales) и уточняется этническая принадлежность жителей.
Оригинал хранится в Главном Архиве по делам Индий: Archivo General de Indias, Секция: Patronato 93, n11r2, стр. 186v-188v. Текст был впервые опубликован в  2002 году.